# Gerinczy Pál
Gerinczy Pál László OPraem (Odvas, Arad vármegye, 1906. május 8. – Kraszna, Szilágy megye, Románia, 1965. november 11.) magyar római katolikus pap, szerzetes, tanár, prépost, 1937 és 1945 között felsőházi tag.

## Élete
Gerinczy Pál 1906-ban született az Arad vármegyei Odvason. Középiskolai tanulmányait az aradi katolikus líceumban, a nagyváradi premontrei gimnáziumban végezte, majd a kecskeméti piarista gimnáziumban érettségizett, mert a trianoni békeszerződés következtében elcsatolt Erdélyből tanítóként dolgozó édesapjának menekülnie kellett. 1924-ben belépett a premontrei rendbe, újoncévét Jászón töltötte, majd Rómában, a Gregoriana Pápai Egyetemen tanult, ahol 1928-ban filozófiai, 1930-ban teológiai, 1932-ben pedig kánonjogi doktorátust szerzett.
1932-ben tért haza, és ekkor szentelte pappá Budapesten Luigi Sincero pápai legátus. Gerinczy ezután Gödöllőn, majd 1933-ban a budapesti Norbertinumban lett a rendi növendékek teológiai tanára és prefektusa, 1937-ben pedig gödöllői kormányzó perjel és így hivatalból, rendjét képviselve a magyar Felsőház tagja lett. 1938-ban apáttá, 1939-ben jászóvári és leleszi préposttá, majd 1940-ben váradhegyfoki préposttá nevezték ki.
Nevéhez fűződik a budafoki premontrei gimnázium 1937-es alapítása, valamint a rend kassai, rozsnyói és nagyváradi gimnáziumának újranyitása. 1938-ban a francia kormány támogatásával Lycée Français néven Gödöllőn bentlakásos francia gimnáziumot alapított a német művelődési hatás ellensúlyozására, melyben több olyan francia pedagógus tanított, akik a második világháború alatt német internálótáborokból menekültek. 1944-45-ben emellett a premontrei rendházakban több francia menekültnek, például a budapesti francia követség kultúrattaséjának és családjának nyújtott menedéket. A világháború után, 1946-ban lemondott a jászói és leleszi prépostságról, majd szülőföldére visszatérve váradhegyfoki prépostként dolgozott 1965-ben bekövetkezett haláláig.